# Dieriewkowo (obwód wołogodzki)
Dieriewkowo (ros. Деревково) – wieś w Rosji, w rejonie wołogodzkim obwodu wołogodzkiego. W 2010 r. liczyła 2 mieszkańców.